# Rhyncholagena profundorum
Rhyncholagena profundorum är en kräftdjursart som beskrevs av Por 1967. Rhyncholagena profundorum ingår i släktet Rhyncholagena och familjen Diosaccidae. Inga underarter finns listade i Catalogue of Life.